# Диетотерапия сахарного диабета
Диетотерапи́я — один из важнейших методов лечения лиц с сахарным диабетом, наиболее важный компонент в достижении стойкой компенсации углеводного обмена, а в доинсулиновую эру — единственный способ несколько продлить жизнь больному ИЗСД. В настоящее время составляет 50 % успешной терапии сахарного диабета (30 % — отведено инсулинотерапии и ещё 20 % — соблюдению режима дня, времени и кратности инъекций инсулина и физическим нагрузкам), является одним из «трёх китов» достижения компенсации углеводного обмена. Постоянное переедание, особенно сочетающееся с нарушением физиологического состава пищевых ингредиентов, способствует перегрузке, истощению инсулярного аппарата поджелудочной железы и реализации генетической предрасположенности развития сахарного диабета.

## Характеристика основных составляющих пищи
Клиническая практика доказала, что приём в физиологических условиях углеводистой пищи не ухудшает течение заболевания — напротив, ведёт к более стабильному течению сахарного диабета. M. Somogye в 1939 году у молодых пациентов с тяжёлым лабильно протекающим сахарным диабетом, получавших высокие дозы инсулина, увеличил ежедневный рацион углеводов со 100 до 300 грамм (указав на наличие частых гипогликемических состояний (на фоне введения избыточных доз инсулина), сопровождавшихся компенсаторным выбросом контринсулиновых гормонов с последующим повышением гликемии, нарастанием глюкозурии и ацетонурии). Резкое сокращение в питании лиц с инсулинозависимым сахарным диабетом количества углеводов при нормальной суточной калорийности пищи неминуемо приводило к пропорциональному увеличению количества другого энергетического материала — жиров (длительный приём больших объёмов жирной пищи способствует нарушению толерантности к углеводам, что связывают со снижением чувствительности к инсулину [Brumzell J. D. et al, 1974], увеличивает риск развития атеросклероза (ИБС, поражение сосудов головного мозга), приводит к усилению процессов кетогенеза и появлением кетоновых тел в моче и выдыхаемом воздухе).
Соотношение в пище основных ингредиентов (белков, жиров и углеводов) — весьма важный элемент диеты. Калорийность суточного рациона здоровых людей на 50…60 % обеспечивается за счёт присутствия углеводов, на 25…30 % — жиров и на 15…20 % белков.

### Углеводы
В физиологических условиях энергетическая ценность съедаемой пищи на 50 % обеспечивается содержанием в ней углеводов. Основным источником углеводов является пища растительного происхождения: зерновые и зернобобовые культуры, овощи, фрукты и ягоды. Ценность этих продуктов определяется наличием в них «сахаров»: моно-, ди- и полисахаридов, которые проникая в организм через ЖКТ принимают активное участие в энергетическом обмене. Глюкоза в организме человека обеспечивает не только энергетические потребности, но и способна аккумулироваться в виде полимера гликогена в печени и мышцах, а также принимает активное участие в синтезе жира — активизируя процессы липогенеза, обладает выраженным антикетогенным свойством.
Моно- (глюкоза, фруктоза) и дисахариды (сахароза, мальтоза и лактоза) являются углеводами, которые легко усваиваются организмом. Основной пищевой легкоусвояемый полисахарид — крахмал — всасывается значительно медленнее, так как для всасывания ворсинками кишечника должен расщепиться до простых сахаров. Полисахариды (гемицеллюлоза, целлюлоза, пектины, камеди и декстрины практически не усваиваются организмом человека (нет ферментов, а в кишечнике не селится микрофлора, способная расщеплять их до простых сахаров).
Целлюлоза, гемицеллюлоза, пектин и лигнин (ароматический полимер неуглеводной природы) составляют основу клеточных стенок растений и называются клетчаткой. Пектин (в больших количествах содержится в кожуре овощей, фруктов и кожице ягод), связывающий растительные клетки между собой, также относится к неусвояемым углеводам. Клетчатку и пектин диетологи называют балластными веществами или пищевыми волокнами. Они необходимы для нормальной работы желудочно-кишечного тракта и профилактики ожирения и сахарного диабета — механизм протекторного действия пищевых волокон окончательно не выяснен. Известно, что пищевые волокна резистентны к переваривающему эффекту ферментов желудка и кишечника, что препятствует их всасыванию. Длительно оставаясь в просвете кишки, пищевые волокна:
- активно удерживают воду и катионы, усиливают двигательную функцию кишечника, способствуют его опорожнению;
- образуют нерастворимые и неабсорбируемые комплексы (гели) с другими компонентами пищи (моносахаридами, холестерином), что препятствует их всасыванию и способствует выведению из кишечника;
- создают нормальные условия для жизнедеятельности микрофлоры и подавляют гнилостные процессы;
- возбуждают секрецию пищеварительных желез и принимают активное участие в регуляции уровня пептидных (гастроинтестинальных) гормонов;
- влияют на уровень кишечного глюкагона (считается доказанным[1]), оказывая опосредованное влияние на уровень инсулина в крови;
- предположительно активизируют всасывание витаминов и минеральных веществ.

Положительное действие фруктов и овощей на гомеостаз глюкозы обусловлено также содержанием в них веществ, обладающих гипогликемизирующим свойством (производные гуанидина): из капусты выделен вегулин, а из репчатого лука и грейпфрута — фениламин.
У лиц с сахарным диабетом рафинированные углеводы ответственны за высокий уровень гликемии и липидемии. В то же время поступление в достаточном количестве с пищей неабсорбируемых углеводов способствует достижению лучших показателей уровня гликемии и липидемии [Bierman E. L., Hamlin J. T., 1961; Brumzell J. D. et al., 1971].
Пищевые волокна нормализуют функцию желудочно-кишечного тракта, уровень пептидных гормонов, реакцию поджелудочной железы на поступление углеводистой пищи, замедляют всасывание, способствуя выведению из организма моносахаридов и холестерина. У здоровых лиц достаточное поступление с пищей пищевых волокон улучшает толерантность к углеводам и липидный обмен, у лиц с сахарным диабетом — снижает уровень гликемии и нормализует липидный обмен [Короткова В. Д. и др., 1983; Miranda P., Horwitz D. L., 1978; Riverllese A. et al., 1980; Bauer J. H. et al., 1982; Kinmonth A. L., 1982].
Положительное влияние пищевых волокон на течение сахарного диабета обусловлено их влиянием на процесс всасывания углеводов, то есть на уровень постпрандиальной (после приёма пищи) гликемии. Уровень постпрандиальной гликемии (гипергликемический эффект, гликемический ответ, гликемический индекс) зависит как от характера принятых углеводов (простые или сложные), так и от наличия в них пищевых волокон (их количества и качества). Гликемический индекс легкоусвояемых углеводов (простых сахаров) более высок, чем у полисахаридов, содержащих пищевые волокна. Если принять за 100 % гликемический индекс глюкозы (уровень гликемии через 2 часа после её приёма), то гликемический индекс картофеля — 70 %, злаков и хлеба — 60 %, сухих бобов — 31 %, обычного завтрака — 65 % (цифры получены при обследовании здоровых молодых добровольцев.
На основании полученных данных о высоком гликемическом индексе рафинированных (или «незащищённых») углеводов большинство диабетологов в настоящее время считает необходимым полностью исключить подобные углеводы из питания лиц с сахарным диабетом, отдавая предпочтение в составлении диеты растительной пище с достаточным содержанием пищевых волокон, то есть «защищённым» углеводам.
Дополнительное введение в рацион лиц с сахарным диабетом продуктов, обогащённых волокнистой клетчаткой (отруби, пектин, гуар, высушенные бобы, диетические фиброзные волокна) в количестве не менее 10…15 г на приём даёт выраженный лечебный эффект (снижается гликемия и липидемия). Однако, в таких количествах данные добавки резко ухудшают вкусовые качества пищи, самочувствие пациентов (вызывают вздутие живота, боль и жидкий стул). В этой связи вопрос целесообразности применения подобных наполнителей у лиц с сахарным диабетом остаётся открытым [Чедия Е. С., 1983; Williams D. R., et al., 1980; Florholmen J. et al., 1982]. Несомненно лишь то, что при составлении диеты лицам с сахарным диабетом применение продуктов питания растительного происхождения, содержащих в достаточном количестве естественные пищевые волокна, оказывает благоприятное влияние на течение заболевания и хорошо переносится пациентами.
Альтернативой применению пищевых добавок (наполнителей), содержащих грубоволокнистую клетчатку, служит использование фармакологических препаратов (ингибиторов ферментов альфа-амилазы и альфа-глюкозидазы), препятствующих всасыванию углеводов. К сожалению, эти препараты (акарбоза, глюкобай и другие) также вызывают выраженный метеоризм и дискомфортное состояние. Вопрос о целесообразности широкого применения этих препаратов при лечении сахарного диабета находится в стадии изучения [Hadden D. R., 1982; Mehnert H., 1983; Dimitriadis G. et al., 1986; Henrichs J., Teller W. m., 1987].
Помимо важной роли углеводов в энергетическом обмене, углеводистая пища является важным источником витаминов (C, P и группы B), каротина, минеральных элементов щелочного действия, калия, железа в виде органических соединений, легко усваивающихся в присутствии аскорбиновой кислоты. Ценность растительной пищи (овощей, фруктов и ягод) определяется также содержанием в них большого количества органических кислот (в основном яблочной и лимонной), улучшающих деятельность ЖКТ, изменяют состав микрофлоры, уменьшают гнилостные процессы.
Содержание углеводов в рационе ребёнка с сахарным диабетом должно быть физиологическим, то есть суточная калорийность должна быть на 50 % обеспечена приёмом пищи, содержащей углеводы. При составлении диеты резко сокращается количество рафинированных («незащищённых») углеводов, а предпочтение отдаётся «защищённым» (содержащим достаточное количество пищевых волокон). При этом эквивалентность пищи по углеводам рассчитывается с учётом содержания не только количества углеводов, но и пищевых волокон.

### Белки
Белки́ участвуют в пластическом обмене, следовательно, необходимы растущему организму, то есть в детском и подростковом возрасте. Потребность в белка́х у ребёнка достигает 3—4 граммов на килограмм веса в сутки (г/кг/сут), у подростка — 1—2 г/кг/сут. Белки́ — источник аминокислот (в том числе и незаменимых), способствующих нормальному физическому и психическому развитию ребёнка, поддерживают достаточный уровень иммунной реактивности (иммунитета). Белки́ животного происхождения — основной источник полноценного белка́, так как содержат все незаменимые аминокислоты в наиболее благоприятном соотношении:
- мясо животных, птицы и рыбы;
- яйцо — содержит лецитин, кефалин и незаменимые аминокислоты;
- молоко и молочные продукты (творог, твёрдый сыр) — содержат в больших количествах метионин, принимающий активное участие в синтезе холина и лецитина. Кроме ценного белка, молоко содержит кальций в наиболее благоприятном соотношении с фосфором, соли калия и натрия, многие микроэлементы, витамины «А» и «В».

Как здоровый ребёнок, так и пациент с сахарным диабетом на 15…20 % должен покрывать суточную потребность приёмом белковой пищи, причём не менее 50 % должно быть белка животного происхождения.

### Жиры
Жиры (источник не только энергии, но и липидов) принимают участие в пластическом обмене — являются компонентом живой клетки, в основном, мембран (структурные жиры) и участвуют в процессах, происходящих в клетках. Кроме того, с пищевыми жирами организм человека получает и биологически активные вещества: полиненасыщенные жирные кислоты (линолевая, линоленовая и арахидоновая), фосфатиды (лейцин), жирорастворимые витамины (группы A [или ретинол], D [или кальциферолы] и E [или токоферолы]), стерины. Следовательно, полностью исключить жиры из рациона нельзя.
Вопрос о целесообразной потребности жиров в питании здоровых людей и тем более в рационе пациентов с сахарным диабетом очень сложен. С одной стороны, жиры, особенно в детском возрасте, являются важным источником энергии. Дефицит жира в питании нарушает деятельность ЦНС, ослабляет иммунитет, сокращает продолжительность жизни. С другой стороны, доказано, что повышение уровня холестерина и липидов в крови (в результате избыточного поступления в организм с пищей) ускоряет развитие атеросклероза. В развитии гиперхолестеринемии и гиперлипидемии имеет значение не столько количество жиров, сколько их состав (продукты, содержащие холестерин и насыщенные жирные кислоты в больших количествах однозначно плохо, а продукты, содержащие ненасыщенные жирные кислоты, фосфатиды, жирорастворимые витамины — однозначно хорошо — благоприятно влияют на обмен липидов, препятствуя отложению жира в жировых депо и печени, способствуют выделению из организма холестерина). Полиненасыщенные жирные кислоты активно участвуют в регуляции жирового обмена, наряду с фосфолипидами и липопротеидами входят в состав клеточных мембран и оказывают влияние на их проницаемость). Положительное действие полиненасыщенных жирных кислот и фосфатидов на жировой обмен потенцируется (усиливается) при сочетании их в пище со сложными углеводами, содержащими в достаточных количествах пищевые волокна.
По мнению большинства диабетологов, у пациентов с нормальными показателями физического развития и сахарным диабетом 1 типа в состоянии компенсации, общее количество жиров в суточном рационе не должно превышать 30 % суточной потребности в калориях. Важно, чтобы суточное количество холестерина не превышало 300 мг, а соотношение в пище ненасыщенных и насыщенных жирных кислот было 1:1 или в пользу преобладания ненасыщенных жирных кислот.

## Современные принципы диетотерапии
В 1941 году С. Г. Генес и Е. Я. Резницкая обосновали необходимость применения у пациентов с сахарным диабетом физиологической, по всем параметрам сбалансированной диеты. С этого времени в СССР был официально признан этот принцип диетотерапии и подавляющее большинство диабетологов руководствовались в практической работе положениями, разработанными этими исследователями.
На основании опыта предшествующих лет, экспериментальных и эпидемиологических исследований диабетологи всего мира пришли к единому мнению о целесообразности применения у пациентов с инсулинозависимым сахарным диабетом (ИЗСД), особенно в детском возрасте (растущий организм!), абсолютно сбалансированной по всем параметрам физиологической диеты, способной полностью удовлетворить энергетические потребности организма и поддерживать на должном уровне пластический обмен. Следовательно, питание ребёнка с сахарным диабетом принципиально не отличается от питания здорового ребёнка того же возраста и одинаковых данных физического развития [Мартынова М. И., 1980](питание, рекомендуемое детям с сахарным диабетом, настолько рационально, что подобный характер питания может быть рекомендован всем детям).

### Вегетарианская диета в лечении и предотвращении диабета
В эксперименте 1999 года были получены результаты, показывающие, что низкая по содержанию жира веганская диета, может способствовать большему снижению веса и понижению уровня сахара в крови, нежели не-вегетарианская низкая по содержанию жира диета. Более масштабное по количеству участников и продолжительности исследование той же научной группы 2004—2005 годов выявило, что веганская диета, состоящая из цельной растительности и низкая по содержанию жира, столь же, если не более эффективна в лечении диабета, как и рекомендованная Американской диабетической ассоциацией. Ограниченная по калорийности вегетарианская диета значительно увеличила чувствительность к инсулину в сравнении с обычной диабетической диетой.
Установлено, что веганская и вегетарианская диеты способствуют снижению риска заболевания диабетом 2 типа почти вдвое в сравнении с не-вегетарианской диетой. Вегетарианская диета связана со значительно меньшим риском метаболического синдрома, совокупности расстройств, приводящих к развитию диабета и сердечно-сосудистых заболеваний.
Топинамбур содержит инулин, который помогает снизить сахар в крови.

### Расчёт суточной потребности в калориях
Суточная потребность пациента в калориях и основных пищевых ингредиентах определяется возрастом, уровнем физического развития, образом жизни (уровень физической активности), индивидуальными, конституционально обусловленными особенностями обменных процессов, клинического течения заболевания, наличием осложнений или сопутствующих заболеваний. При выборе оптимального варианта питания ребёнка с сахарным диабетом определяется стандартная физиологическая диета (суточная калорийность, состав основных пищевых ингредиентов), а затем данная усреднённая диета максимально индивидуализируется (адаптируется к потребностям, привычкам и образу жизни конкретного ребёнка).
Потребность в калориях на 1 кг массы тела у детей и подростков в зависимости от возраста:
| Возраст ребёнка           | Количество ккал в сутки на 1 кг массы тела |
| ------------------------- | ------------------------------------------ |
| От 1 года до полутора лет | 115                                        |
| От 2 до 3 лет             | 110                                        |
| От 4 до 5 лет             | 101                                        |
| От 6 до 7 лет             | 90                                         |
| От 8 до 9 лет             | 76                                         |
| От 10 до 11 лет           | 64                                         |
| От 12 до 13 лет           | 63                                         |
| От 14 до 15 лет           | 51                                         |

### Определение суточного набора продуктов
Необходимо учитывать требования, предъявляемые к сбалансированной физиологической диете и питанию ребёнка, больного сахарным диабетом. Прежде всего, рафинированные (очищенные) углеводы исключаются (сладости, сахар) и максимально сокращается количество «незащищённых» углеводов (белый хлеб, макаронные изделия, манная и рисовая крупы). Увеличивается объём углеводистой пищи, содержащей пищевые волокна (овощи и фрукты). Рекомендуется исключить из рациона продукты, содержащие тугоплавкие жиры и большое количество холестерина. потребность растущего организма в белках следует покрывать в основном за счёт нежирных сортов мяса (желательно молодых животных), курицей, рыбой и творогом. Необходимо помнить о балансе в пище полиненасыщенных и насыщенных жирных кислот (приём в достаточных количествах растительного масла).

### Кратность приёмов пищи
Наиболее рационален в питании пациентов с сахарным диабетом традиционный режим распределения суточной калорийности (углеводной ценности) на три основных (завтрак, обед, ужин) и три дополнительных приёма пищи (перекуски):
- Завтрак — 25 %;
- Ланч (второй завтрак) — 10…15 %;
- Обед — 25…30 %;
- Полдник — 5…10 %;
- Ужин — 20…25 %;
- Второй ужин — 5…10 % суточной калорийности (углеводной ценности) пищи.

## Набор продуктов и рацион

### Примерный суточный набор продуктов (вграммах) на 2 000 ккал для здорового ребёнка[11]
| Наименование продукта | Количество, г  | Белки, г | Жиры, г | Углеводы, г | Калорийность, ккал |
| --------------------- | -------------- | -------- | ------- | ----------- | ------------------ |
| Хлеб пшеничный        | 110,0          | 7,81     | 1,21    | 51,04       | 251,9              |
| Хлеб ржаной           | 60,0           | 3,0      | 0,6     | 25,0        | 122,4              |
| Мука пшеничная        | 22,0           | 2,13     | 0,28    | 15,0        | 72,82              |
| Мука картофельная     | 3,0            | 0,02     | —       | 2,46        | 10,05              |
| Крупа                 | 45,0           | 4,41     | 0,9     | 30,15       | 150,39             |
| Картофель             | 250,0          | 3,0      | —       | 35,0        | 155                |
| Овощи разные          | 320,0          | 3,92     | 0,1     | 13,36       | 71,5               |
| Фрукты сушёные        | 15,0           | 0,24     | —       | 9,67        | 40,96              |
| Фрукты свежие         | 50,0           | 4,1      | —       | 5,53        | 16,8               |
| Печенье, сладости     | 20,0           | 1,96     | 1,98    | 13,62       | 80                 |
| Сахар                 | 60,0           | —        | —       | 57,3        | 234                |
| Масло растительное    | 11,0           | —        | 10,34   | —           | 96,3               |
| Масло сливочное       | 25,0           | 0,1      | 19,62   | 0,12        | 183,5              |
| Мясо — рыба           | 135,0          | 17,14    | 2,96    | —           | 97,8               |
| Яйцо                  | 1/2 шт. — 25,0 | 2,22     | 2,37    | 0,1         | 31,5               |
| Молоко                | 600,0          | 16,8     | 21,0    | 27,0        | 272                |
| Творог                | 40,0           | 4,44     | 7,2     | 1,2         | 93,2               |
| Сметана               | 5,0            | 0,1      | 1,41    | 0,15        | 14,2               |
| Сыр твёрдый           | 5,0            | 4,5      | 1,18    | 0,1         | 15,65              |
| ВСЕГО:                |                | 68,43    | 71,15   | 287,3       | 2 109,7            |

### Примерный суточный набор продуктов (в граммах) на 2 000 ккал для пациента с сахарным диабетом[12]
| Наименование продукта | Количество, г | Белки, г | Жиры, г | Углеводы, г | Калорийность, ккал |
| --------------------- | ------------- | -------- | ------- | ----------- | ------------------ |
| Хлеб чёрный           | 200,0         | 9,4      | 1,4     | 99,6        | 428                |
| Картофель             | 200,0         | 4,0      | 0,2     | 39,4        | 166                |
| Крупа                 | 40,0          | 5,2      | 2,4     | 26,2        | 142                |
| Мясо                  | 100,0         | 20,2     | 7,0     | —           | 144                |
| Рыба                  | 80,0          | 14,0     | 0,4     | —           | 60                 |
| Яйцо                  | 1 шт — 50,0   | 6,3      | 5,7     | 0,3         | 78,5               |
| Творог                | 100,0         | 16,7     | 9,0     | 1,3         | 156                |
| Молоко                | 300,0         | 8,4      | 9,6     | 14,1        | 174                |
| Кефир                 | 200,0         | 5,6      | 6,4     | 8,2         | 118                |
| Масло сливочное       | 5,0           | —        | 4,1     | —           | 37,4               |
| Масло растительное    | 20,0          | —        | 19,8    | —           | 179,8              |
| Фрукты свежие         | 300,0         | 1,2      | —       | 33,9        | 138                |
| Фрукты сушёные        | 20,0          | 0,4      | —       | 13,2        | 57                 |
| Овощи                 | 300,0         | 5,0      | —       | 19,7        | 96,5               |
| ВСЕГО:                |               | 96,4     | 66,0    | 255,9       | 1 975,2            |
|                       | I Завтрак     |          |         |             |                    |
| Хлеб чёрный           | 50,0          | 2,3      | 0,3     | 24,9        | 107                |
| Крупа                 | 40,0          | 5,2      | 2,4     | 26,2        | 142                |
| Яйцо                  | 1 шт — 50,0   | 6,3      | 5,7     | 0,3         | 78,5               |
| Масло сливочное       | 5,0           | —        | 4,1     | —           | 37,4               |
| Молоко                | 200,0         | 5,6      | 6,4     | 9,4         | 116                |
| ВСЕГО:                |               | 19,4     | 18,9    | 60,8        | 480,9              |
|                       | II Завтрак    |          |         |             |                    |
| Хлеб чёрный           | 25,0          | 1,1      | 0,1     | 12,4        | 53,5               |
| Творог                | 100,0         | 16,7     | 9,0     | 1,3         | 156                |
| Фрукты                | 100,0         | 0,4      | —       | 11,7        | 46                 |
| ВСЕГО:                |               | 18,2     | 9,1     | 25,4        | 255,5              |
|                       | Обед          |          |         |             |                    |
| Хлеб чёрный           | 50,0          | 2,3      | 0,3     | 24,9        | 107                |
| Картофель             | 100,0         | 2,0      | 0,1     | 19,7        | 83                 |
| Мясо                  | 100,0         | 20,2     | 7,0     | —           | 144                |
| Масло растительное    | 10,0          | —        | 9,9     | —           | 89,9               |
| Фрукты сушёные        | 20,0          | 0,4      | —       | 13,2        | 57                 |
| Овощи                 | 200,0         | 3,3      | —       | 13,1        | 64,3               |
| ВСЕГО:                |               | 28,2     | 17,3    | 70,9        | 545,2              |
|                       | Полдник       |          |         |             |                    |
| Хлеб чёрный           | 25,0          | 1,1      | 0,1     | 12,4        | 53,5               |
| Молоко                | 100,0         | 2,8      | 3,2     | 4,7         | 58                 |
| Фрукты                | 100,0         | 0,4      | —       | 11,3        | 46                 |
| ВСЕГО:                |               | 4,3      | 3,3     | 28,4        | 157,5              |
|                       | Ужин          |          |         |             |                    |
| Хлеб чёрный           | 25,0          | 1,1      | 0,1     | 12,4        | 53,5               |
| Картофель             | 100,0         | 2,0      | 0,1     | 19,7        | 83                 |
| Рыба                  | 80,0          | 14,0     | 0,4     | —           | 60                 |
| Масло растительное    | 10,0          | —        | 9,9     | —           | 89,9               |
| Овощи                 | 100,0         | 1,6      | —       | 6,5         | 32,1               |
| Фрукты                | 100,0         | 0,4      | —       | 11,7        | 46                 |
| ВСЕГО:                |               | 19,1     | 10,5    | 50,3        | 364,5              |
|                       | II Ужин       |          |         |             |                    |
| Хлеб чёрный           | 25,0          | 1,1      | 0,1     | 12,4        | 53,5               |
| Кефир                 | 200,0         | 5,6      | 6,4     | 8,2         | 118                |
| ВСЕГО:                |               | 6,7      | 6,5     | 20,6        | 171,5              |

### Примерный суточный набор продуктов (вграммах) на 2 000 ккал для ребёнка с сахарным диабетом со склонностью ккетоацидозу[1]
| Наименование продукта | Количество, г | Белки, г | Жиры, г | Углеводы, г | Калорийность, ккал |
| --------------------- | ------------- | -------- | ------- | ----------- | ------------------ |
| Хлеб чёрный           | 250,0         | 11,7     | 1,7     | 124,5       | 535                |
| Картофель             | 200,0         | 4,0      | 0,2     | 39,4        | 166                |
| Крупа                 | 40,0          | 5,2      | 2,4     | 26,2        | 142                |
| Мясо                  | 100,0         | 20,2     | 7,0     | —           | 144                |
| Рыба                  | 60,0          | 10,5     | 0,3     | —           | 45                 |
| Творог                | 100,0         | 16,7     | 9,0     | 1,3         | 156                |
| Молоко                | 200,0         | 5,6      | 6,4     | 9,4         | 116                |
| Кефир                 | 200,0         | 5,6      | 6,4     | 8,2         | 118                |
| Масло сливочное       | 5,0           | —        | 4,1     | —           | 37,4               |
| Масло растительное    | 15,0          | —        | 14,8    | —           | 134,8              |
| Фрукты свежие         | 500,0         | 2,0      | —       | 56,5        | 230                |
| Фрукты сушёные        | 20,0          | 0,4      | —       | 13,2        | 57                 |
| Овощи                 | 300,0         | 5,0      | —       | 19,7        | 96,5               |
| ВСЕГО:                |               | 86,9     | 52,3    | 298,4       | 1 977,7            |

## Принципы индивидуализации стандартной диеты
Помимо физиологического аспекта (снабжение организма необходимыми продуктами питания) пища должна доставлять удовольствие человеку, приносить удовлетворение (психологический аспект). Кроме того, пища у всех народов (осознанно или нет) имеет выраженное символическое значение (занимает важное место в ритуалах дружбы, гостеприимства, проведения праздников): совместное застолье, являясь средством установления дружеских и деловых контактов, способствует общению людей (социальный аспект). Совместный приём пищи, особенно у молодых людей, является важным фактором общения (понятен протест молодых людей против рекомендации врача, категорически запрещающей участие пациента в любом застолье [праздник, день рождения и другие]). В этой связи нецелесообразно наложение абсолютного запрета на участие в застолье — следует обучить лиц с сахарным диабетом свободно ориентироваться в пищевой ценности продуктов, которые могут оказаться на столе и адекватной замене продуктов. Только тренировка (хорошо усвоенные навыки) позволит принимать пищу вне дома (в столовой, в гостях и так далее) без опасений вызвать декомпенсацию заболевания. Разрешая лицам с сахарным диабетом участие в застолье, необходимо заранее разъяснить, что приём алкоголя даже в незначительных количествах резко извращает метаболизм белкового, жирового, углеводного и водно-электролитного обменов, способствует развитию ацидоза, нарушает функцию практически всех органов и систем (в первую очередь — печени).
С современных позиций абсолютно сбалансированная диета должна предусматривать баланс всех трёх составляющих рационального питания: пищевой, эстетической и социальной. Диета, составленная без учёта этих факторов питания, в большинстве случаев негативно воспринимается пациентами (пища, непривычная по вкусовым качествам или объёму, не приносит удовлетворения, а строгий запрет принимать пищу вне дома, участвовать в любом застолье усугубляет депрессивное настроение, так как «привязывает» пациента к дому, лишает возможности вести активный образ жизни). Обычно негативное отношение пациента к рекомендованной диете приводит к тому, что он перестаёт её соблюдать.
Процесс индивидуализации диеты включает сравнение рекомендованной стандартной диеты с питанием пациента до заболевания — прежде всего следует обсудить предлагаемый стандартной диетой набор продуктов и сравнить с тем, что получал ребёнок до заболевания, выяснить его пищевые привычки. Если в ходе беседы с пациентом и/или членами его семьи выясняется, что ребёнок до заболевания питался крайне нерационально, необходимо путём бесед и тщательного контроля постепенно приучить ребёнка (членов его семьи) к рациональному питанию.
Важный момент индивидуализации диеты — уточнение кратности и часов приёма пищи, калорийности каждого приёма пищи. Необходимо максимально приблизить рекомендации к сложившемуся стереотипу питания.

## Принципы эквивалентной замены продуктов
Основной принцип замены продуктов питания у лиц с сахарным диабетом — соблюдение максимальной эквивалентности: взаимозаменяемые продукты должны быть адекватными по калорийности, составу основных пищевых ингредиентов и гликемическому индексу. Соблюдение этого правила при замене продуктов не изменяет калорийность, соотношение белков, жиров и углеводов (сахарную ценность) отдельно взятого приёма пищи и уровень постпрандиальной гипергликемии.
Таблицы эквивалентной замены продуктов значительно облегчают работу по составлению ежедневного рациона лицам с сахарным диабетом, позволяют сориентироваться при выборе меню в случаях приёма пищи вне дома (столовая, в гостях, на фуршете и так далее).
Традиционные таблицы эквивалентной замены все продукты питания делят на четыре основные группы:
1. продукты, содержащие в основном углеводы (овощи, фрукты и ягоды, хлеб, крупы, макаронные изделия);
2. продукты, содержащие в основном белки (курица, нежирное мясо, нежирная рыба, творог);
3. продукты, содержащие в основном жиры (масло сливочное, сливки, сметана, растительное масло);
4. продукты, содержащие практически все основные пищевые ингредиенты в достаточно больших количествах (молоко, яйцо).

Замена продуктов возможна лишь в пределах одной группы. В случае замены продуктов, относящихся к четвёртой группе, вносятся коррективы в состав всех пищевых ингредиентов.
При замене продуктов, содержащих в основном углеводы (первая группа), необходимо учитывать адекватность заменяемых продуктов не только по количеству углеводов и калорийности, но и по гликемическому индексу — уровню постпрандиальной гликемии, зависящему как от количества углеводов в данном продукте, так и от качества этих углеводов (простые или сложные, содержание пищевых волокон). При равных количествах углеводов гликемический индекс будет тем выше, чем больше содержание простых углеводов в данном продукте и меньше содержание пищевых волокон. Для достижения большей эквивалентности заменяемых углеводистых продуктов с учётом содержания в них углеводов и пищевых волокон выделяют три подгруппы:
- 1.1 — овощи;
- 1.2 — фрукты, ягоды (в том числе и бахчевые культуры);
- 1.3 — хлеб, макаронные изделия и крупы.

Для большего удобства немецкими диетологами предложена хлебная единица (ХЕ) или единица подсчёта углеводов. В ФРГ одна ХЕ соответствовала 12 граммам углеводов (данная величина получена на основании исследований, в которых в общее количество углеводов включали и балластные вещества или пищевые волокна). В ГДР одна ХЕ равнялась 10 граммам (пищевые волокна не учитывались). В практическом отношении принципы подсчёта углеводов по хлебным единицам для лиц с сахарным диабетом не претерпевают существенных изменений. По этому поводу немецкие диабетологи шутят: хорошо бы, если создание общенемецкой единицы подсчёта углеводов было самой лёгкой из проблем, появившихся после разрушения Берлинской стены. В Австрии ХЕ также кратна 10 г.

## Использование сахарозаменителей и подсластителей в диетотерапии
Тысячелетиями человек (наряду с другими представителями животного мира) питался естественными продуктами (зёрна злаковых, овощи, фрукты, бобовые), содержащими кроме сложных углеводов растительную клетчатку, витамины, минеральные соли и другие полезные для живого организма вещества. Однако за последние сто лет состав пищи кардинальным образом изменился в сторону избыточного потребления очищенных (рафинированных) углеводов. Например, в США среднее потребление сахара в год на одного человека с 1900 по 2006 год увеличилось с 2,5 до 80 (!) кг. Известно, что избыточное потребление рафинированных сахаров ведёт к усилению секреции инсулина бета-клетками островков Лангерганса. В свою очередь, избыточная выработка инсулина повышает аппетит и способствует чрезмерному потреблению пищи. Кроме того, на фоне гиподинамии избыточное потребление рафинированных сахаров не расходуется на энергетические нужды организма, а метаболизируется в печени в нейтральные жиры и депонируется в жировую ткань (главным образом под кожу), таким образом, являясь одной из причин роста числа случаев ожирения. Исходя из вышеизложенного, важнейшей задачей рациональной диетотерапии сахарного диабета в современных условиях является замена избыточного потребления рафинированных углеводов подсластителями, обладающими сладким вкусом, но не содержащими калорий и практически не стимулирующими секрецию инсулина. Согласно решению Международной ассоциации по подсластителям:
- к группе сахарозаменителей (в процессе метаболизма при сгорании 1,0 грамма выделяется 4 ккал энергии) относят фруктозу, ксилит и сорбит;
- в группу подсластителей (не принимают участия в метаболизме: их калорийность — 0 ккал) входят цикламат, сукралоза, неогесперидин, тауматин, глицирризин, стевиозид и лактулоза.

Современная фармакология, для удовлетворения человеческой склонности к потреблению сладкого при исключении из диеты сахара и сахаросодержащих продуктов, широко внедряет применение сахарозаменителей (калорийные) и подсластителей (не калорийные), хотя с точки зрения физиологии применение химических веществ такого рода не является необходимым.
Сладкие белки (группа природных растительных белков, обладающих сладким вкусом), широко применяются в изготовлении диетических продуктов, показанных при диабете и ожирении. Они обладают низкой калорийностью (что способствует профилактике избыточного веса) и не влияют на секрецию инсулина.

## О вреде алкоголя
Алкоголь обладает выраженным гепатотоксическим действием — приём больших доз вызывает жировой гепатоз, а хронический приём алкоголя (алкоголизм) приводит к хроническому гепатиту и циррозу печени (печёночная недостаточность).
Поджелудочная железа реагирует на приём алкоголя: развивается острый и/или хронический панкреатит, а выраженная алкогольная интоксикация может привести к тотальному панкреонекрозу (и хирургическому вмешательству).
Алкоголь резко усиливает неблагоприятное влияние дефицита инсулина на все виды обмена и резко ухудшает функцию именно тех органов и систем, которые в первую очередь страдают при развитии сахарного диабета. Приём небольших доз алкоголя может вызвать у лиц с сахарным диабетом такие нарушения функции жизненно важных органов и систем, которые у здоровых лиц возникают в ответ на приём лишь токсических доз. Действие алкоголя лишь усугубляет те изменения, которые уже имеют место у лиц с сахарным диабетом в результате нарушенного метаболизма и сосудистых поражений (хронические дистрофические процессы с трагическим финалом развиваются быстрее).